# Alexander Dunn
Alexander Dunn (Bellshill, 13 settembre 1998) è un giocatore di badminton britannico.

## Palmarès
- Europei

Madrid 2022: argento nel doppio maschile.